# 地価公示法
地価公示法（ちかこうじほう、昭和44年6月23日法律第49号）は、地価の公示（公示地価）に関する日本の法律である。

## 構成
- 第1章　総則（第1条・第1条の2）
- 第2章　地価の公示の手続（第2条―第7条）
- 第3章　公示価格の効力（第8条―第11条）
- 第4章　土地鑑定委員会（第12条―第21条）
- 第5章　雑則（第22条―第26条の2）
- 第6章　罰則（第27条―第29条）
- 附則

## 目的
- 都市及びその周辺の地域等において、標準地を選定し、その正常な価格を公示することにより、一般の土地の取引価格に対して指標を与え、及び公共の利益となる事業の用に供する土地に対する適正な補償金の額の算定等に資し、もって適正な地価の形成に寄与することを目的とする（第1条）。

## 手続
- 土地鑑定委員の任命
国土交通大臣が、不動産の鑑定評価に関する事項又は土地に関する制度について学識経験を有する者のうちから、国会の両議院の同意を得て、土地鑑定委員を任命する（第15条）。破産者で復権を得ないもの、禁錮以上の刑に処せられた者は委員となることができない。
- 標準地の選定
土地鑑定委員会が公示区域内の土地から標準地を選定する。
「標準地」とは、自然的および社会的条件から見て類似の利用価値を有すると認められる地域において、土地の利用状況、環境等が、通常と認められる一団の土地をいう（第3条）。更地が原則というわけではない。
- 標準地の価格の判定
2人以上の不動産鑑定士が基準日（毎年1月1日）の価格を鑑定評価する。その結果を土地鑑定委員会が審査・調整し、基準日における標準地の1平方メートル当たりの正常な価格を判定する。鑑定評価に当たっては、近傍類地の取引価格から算定される推定の価格、近傍類地の地代等から算定される推定の価格及び同等の効用を有する土地の造成に要する推定に費用の額を勘案して行わなければならない。
「正常な価格」とは、土地について自由な取引が行なわれるとした場合におけるその取引において通常成立すると認められる価格（当該土地に建物その他の定着物がある場合又は当該土地に関して地上権その他当該土地の使用若しくは収益を制限する権利が存する場合には、これらの定着物又は権利が存しないものとして通常成立すると認められる価格）をいう（第2条2項）。
農地、採草放牧地又は森林の取引（農地、採草放牧地及び森林以外のものとするための取引を除く）は、上記の「取引」から除かれる。
土地鑑定委員は鑑定評価もしくは価格の判定又は標準地の選定を行なうために他人の占有する土地に立ち入って測量又は調査を行なう必要があるときは、その必要の限度において、他人の占有する土地に立ち入ることができる。この場合立ち入ろうとする日の3日前までに、その旨を土地の占有者に通知しなければならない。土地の占有者は、正当な理由がない限り、この立入りを拒み、又は妨げてはならない（第22条）。標準地の選定のために、建築物が所在し、またはかき、さく等で囲まれた他人の占有する土地に立ち入ろうとする場合、日出前または日没後においては占有者の承諾を得なければならない。
- 地価の公示
土地鑑定委員会は年1回、標準地の単位面積当たりの正常な価格を判定したときは、すみやかに、以下の事項を官報で公示しなければならない（第6条）。
  1. 標準地の所在の郡、市、区、町村及び字並びに地番
  2. 標準地の単位面積当たりの価格及び価格判定の基準日
  3. 標準地の地積及び形状
  4. 標準地及びその周辺の土地の利用の現況
  5. その他国土交通省令で定める事項
- 公示後の措置
土地鑑定委員会が、関係市町村長に対し、公示事項のうち当該市町村の属する都道府県内の標準地に関する部分を記載した書面等を送付する。送付を受けた関係市町村長は、書面等を当該市町村の事務所において、一般の閲覧に供する（第7条）。
都市及びその周辺の地域等において、土地の取引を行なう者は、取引の対象土地に類似する利用価値を有すると認められる標準地について公示された価格を指標として取引を行なうよう努めなければならない（第1条の2）。
公共事業用地の取得価格算定、また国土利用計画法に基づく土地取引の規制における土地価格算定、さらに公示区域の土地に関する鑑定評価の規準（不動産の鑑定評価に関する法律）となるものとされている。

## 類似の制度
都道府県地価調査
国土利用計画法による土地取引の規制を適正かつ円滑に実施するため、国土利用計画法施行令第9条に基づき、都道府県知事が毎年1回、各都道府県の基準地について不動産鑑定士等の鑑定評価を求め、これを審査、調整し、一定の基準日（7月1日）における正常価格を公表するもの。